# ازدواج بوستونی

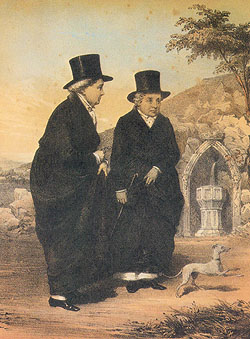
یک زوج که با ازدواج بوستونی، مزدوج شده‌اند.

ازدواج بوستون نام گونه‌ای از زندگی مشترک است که در سدهٔ ۱۹ و ۲۰ میلادی بین زنان ایالت‌های نیو انگلند آمریکا وجود داشته است. در آن زمان برخی زنان برای آنکه استقلال مالی و قانونی خود را حفظ کنند، به‌جای ازدواج با مردان ترجیح می‌دادند با زن دیگری زندگی کنند که این رابطه لزوماً جنسی نبوده است.

## در فرهنگ عامه
- هنری جیمز در کتاب اهالی بوستون (۱۸۸۶) به رابطه طولانی دو زن ازدواج نکرده پرداخته است. خواهر او آلیس جیمز که خود با زن دیگری در رابطه‌ای از نوع ازدواج بوستون بوده است منبع الهام این کتاب دانسته می‌شود.
- دیوید مامیت در نمایش‌نامهٔ ازدواج بوستون که نخستین بار در سال ۲۰۰۰ اجرا شد، به این پدیده پرداخته است.